# Epsilonema monadicum
Epsilonema monadicum är en rundmaskart som först beskrevs av Steiner 1931.  Epsilonema monadicum ingår i släktet Epsilonema och familjen Epsilonematidae. Inga underarter finns listade i Catalogue of Life.